# 仇敵
『仇敵』（きゅうてき）は、池井戸潤の経済小説。連作短編集。『週刊小説』（実業之日本社）1999年11月26日号から2001年12月28日号、『月刊J-novel』（実業之日本社）2002年7月号から同年10月号にかけて表題作を含む8篇が連載され、2003年1月17日に同社より単行本が刊行された。
2006年1月13日に講談社文庫版が発売され、2016年4月5日には実業之日本社文庫版が刊行された。
幹部行員の裏金工作を追及し組織を弾き出され、大手都市銀行のエリート行員から地方銀行の庶務行員となった恋窪商太郎がかつてのライバルの謎の死を知り、「仇敵」への復讐を誓う銀行ミステリー。
2015年に日本テレビ系水曜ドラマ枠『花咲舞が黙ってない』で収録作の2篇が原作としてテレビドラマ化された。

## あらすじ
庶務行員
地方銀行・東都南銀行の庶務行員である恋窪商太郎は、若手行員の松木啓介から取引先・大園ハードフェイシングの買掛金の明細がおかしいと相談を持ち掛けられる。
貸さぬ親切
有望な企業・橋本メディカル写真への融資の稟議が否決されたと恋窪は松木から再び相談を持ち掛けられる。
仇敵
恋窪は会う約束を持ち掛けてきた東京首都銀行時代のライバル行員・桜井寛が自殺したと連絡を受ける。
漏洩
融資課長・門田征二が紛失した更科建設のクレジット・ファイルから財務情報が業界に漏洩し、横田電機の情報漏洩は融資担当の松木に嫌疑の目が向けられる。
密計
IT企業・デジタルブルーを営む恋窪の高校時代の同級生・諸井省一が、東都南銀行で多額の融資を依頼する。
逆転
事務機器メーカー・橘キャビネットの社長・橘繁俊は、裏金をもたらす葉山興産を守ろうとする峰岸駿平の圧力で東京首都銀行への売り込みを阻まれる。
裏金
大毎建設の経理課長・納谷美津男は秘書室から中島容山が代表を務める白山総業への小切手1億円の振込を偶然知るが、投身自殺で亡くなる。
キャッシュ・スパイラル
セントラル研究所による東京首都銀行株のインサイダー取引疑惑が浮上するなか、東都南銀行の駐車場で接触事故を起こした佃圭一の事故死の一報が入る。

## 登場人物
恋窪 商太郎（こいくぼ しょうたろう）
主人公。東都南銀行武蔵小杉支店の庶務行員。42→43歳。大手都市銀行・東京首都銀行の元企画部次長。
松木 啓介（まつき けいすけ）
東都南銀行武蔵小杉支店・融資課→新規開拓係の若き行員。身長190センチメートの長身。
河野 直之（こうの なおゆき）
東京首都銀行企画部の行員。恋窪の元部下。大学時代はアメフト部で大仏顔。
桜井 寛（さくらい ひろし）
恋窪が東京首都銀行時代のライバル行員。総務部長代理 → 人事リスク担当。レンタカーで睡眠薬を服用し、排ガスを引き込み自殺したとされる。
峰岸 駿平（みねぎし しゅんぺい）
東京首都銀行の常務。銀行を私物化し私腹を肥やし、悪事を追及しようとした恋窪に不祥事の濡れ衣を着せ東京首都銀行から追放する。
中島 容山（なかじま ようざん）
不動産コンサルタント会社・白山総業の代表。財務や経理に精通した経済ヤクザ。

## 書籍情報
- 池井戸潤『仇敵』
  - 単行本：実業之日本社、2003年1月17日[1]、ISBN 978-4-408-53431-2
  - 文庫：講談社文庫、2006年1月13日[2]、ISBN 978-4-06-275284-8
  - 文庫：実業之日本社文庫、2016年4月5日[3]、ISBN 978-4-408-55284-2

| タイトル               | 初出                                   | 備考                     |
| ---------------------- | -------------------------------------- | ------------------------ |
| 庶務行員               | 『週刊小説』1999年11月26日号           |                          |
| 貸さぬ親切             | 『週刊小説』2000年4月28日号[4]         |                          |
| 仇敵                   | 『週刊小説』2000年9月8日号[5]          |                          |
| 漏洩                   | 『週刊小説』2001年3月9日号[6]          |                          |
| 密計                   | 『週刊小説』2001年7月27日号[7]         |                          |
| 逆転                   | 『週刊小説』2001年12月28日号[8]        |                          |
| 裏金                   | 『月刊ジェイ・ノベル』2002年7月号[9]   | 「経理マンの夢」より改題 |
| キャッシュ・スパイラル | 『月刊ジェイ・ノベル』2002年10月号[10] |                          |
文庫を元にオーディオブック化されていて、西山慎哉の朗読により、2019年12月にAudibleからデータ配信された。

## テレビドラマ
2015年7月期に、日本テレビ系「水曜ドラマ」枠で放送された『花咲舞が黙ってない』（はなさきまいがだまってない）の第2シリーズの原作として収録作の「密計」が第5話で、「漏洩」が第7話でテレビドラマ化された。